# Stenalcidia biniola
Stenalcidia biniola är en fjärilsart som beskrevs av Paul Dognin 1900. Stenalcidia biniola ingår i släktet Stenalcidia och familjen mätare. Inga underarter finns listade i Catalogue of Life.